# Begonia fischeri
Begonia fischeri là một loài thực vật có hoa trong họ Thu hải đường. Loài này được Schrank mô tả khoa học đầu tiên năm 1819.